# Römisches Brandgräberfeld Dackscheid
Koordinaten: 50° 7′ 26″ N, 6° 24′ 45″ O
Das Römische Brandgräberfeld Dackscheid ist ein römisches Grabfeld in der Ortsgemeinde Dackscheid im Eifelkreis Bitburg-Prüm in Rheinland-Pfalz.

## Beschreibung
Es handelt sich um Brandgräber nordöstlich von Dackscheid in unmittelbarer Nähe zum Wohnplatz Coumontshof.
Die Brandgräber lassen sich in das 1. und 2. Jahrhundert n. Chr. einordnen und zählen somit zur Epoche der Kelten und Römer.

## Archäologische Befunde

### Brandgräberfeld
Die Brandgräber wurden erstmals zu Beginn des 20. Jahrhunderts entdeckt. Im Jahre 1933 unternahm ein Museumstechniker an dieser Stelle genauere Untersuchungen und stellte fest, dass es sich um Steinplattengräber handelt. Infolge der Untersuchungen konnte eine Datierung in das 1. und 2. Jahrhundert n. Chr. erfolgen.

### Römische Trasse
Ebenfalls in der Nähe des Brandgräberfeldes konnte eine Altwegtrasse ausgemacht werden, bei der es sich vermutlich um eine Straße der Römer gehandelt hat. Hierfür spricht zudem der Fund von Gefäßscherben im Bereich der gepflasterten Trasse. Sie verläuft genau parallel zur heutigen Gemarkungsgrenze Dackscheid - Heisdorf. Vermutlich besteht ein Zusammenhang zwischen der Trasse und dem direkt angrenzenden Brandgräberfeld.

## Erhaltungszustand und Denkmalschutz
Das Brandgräberfeld befindet sich heute in einer landwirtschaftlich genutzten Fläche und ist nach den Untersuchungen und der Nutzung durch die Landwirtschaft nicht mehr vor Ort erhalten.
Das Brandgräberfeld ist als eingetragenes Kulturdenkmal im Sinne des Denkmalschutzgesetzes des Landes Rheinland-Pfalz (DSchG) unter besonderen Schutz gestellt. Nachforschungen und gezieltes Sammeln von Funden sind genehmigungspflichtig, Zufallsfunde an die Denkmalbehörden zu melden.